# Ville di Paraso
Ville di Pàraso (in francese Ville-di-Paraso, in corso E Ville di Balagna) è un comune francese di 181 abitanti situato nel dipartimento dell'Alta Corsica nella regione della Corsica.

## Società

### Evoluzione demografica
Abitanti censiti

## Infrastrutture e trasporti
Il territorio comunale è attraversato dalla linea ferroviaria a scartamento metrico Ponte Leccia – Calvi. Nei pressi del passaggio a livello sulla strada per Monticello si trova la fermata di Occhiatana, che prende il nome dal vicino comune. Al 2011, quest'impianto non risulta coperto da alcun servizio ferroviario.